# 淀村
淀村（よどむら）は、京都府乙訓郡にあった村。現在の京都市伏見区淀樋爪町・淀水垂町・淀大下津町にあたる。

## 地理
- 河川：桂川、七軒堀川

## 歴史
水垂および大下津は、淀城の城下町の城外三町のうちの二つであった（もう一つは納所）。水垂・大下津は淀城から見て桂川の対岸（右岸）の堤防上にある水運の町であった。1889年（明治22年）に水垂・大下津は紀伊郡から乙訓郡へ転属し、乙訓郡樋爪村とともに淀村を形成することになった。
なお、1896年（明治29年）から1910年（明治43年）にかけての淀川改修での桂川拡幅・流路変更で水垂・大下津は土地収用され、新堤防の上に集団移転した。また水垂に鎮座していた與杼神社は淀城内へ遷座された。2007年（平成19年）には、桂川の改修工事に伴い、水垂・大下津は堤防上から堤防の内側に再度集団移転している。
- 1889年（明治22年）4月1日 - 町村制の施行により、乙訓郡樋爪村・紀伊郡水垂村・大下津村の区域をもって発足。
- 1936年（昭和11年）2月11日 - 久世郡淀町に編入。同日淀村廃止。